# 1788 Kiess
1788 Kiess је астероид главног астероидног појаса чија средња удаљеност од Сунца износи 3,113 астрономских јединица (АЈ).
Апсолутна магнитуда астероида је 11,9.